# Fjodor Jemeljanenko
Fjodor Vladimirovitsj Jemeljanenko (Russisch: Фёдор Владимирович Емельяненко, Engels: Fedor Vladimirovich Emelianenko) (Roebizjne (Oblast Loehansk), 28 september 1976) - internationaal doorgaans Fedor Emelianenko genoemd - is een Russisch voormalig sambo- en MMA-vechter. Hij is zowel de laatste WAMMA- als de laatste PRIDE-wereldkampioen in het zwaargewicht.
Jemeljanenko was actief van 2000 tot en met 2023 en maakte vooral naam in de periode 2001-2010, toen hij ruim negen jaar en 28 partijen op rij ongeslagen bleef. Met name door deze periode wordt hij regelmatig genoemd als beste zwaargewicht in het MMA aller tijden.

## Carrière
Jemeljanenko heeft verscheidene toernooien gevochten in verschillende disciplines waaronder judo en sambo, waarin hij twaalf keer goud behaald heeft en drie keer brons. Sinds Jemeljanenko in 2003 zijn intrede maakte in het Japanse PRIDE Fighting Championships won hij al zijn partijen en wordt hij wereldwijd beschouwd als de beste zwaargewicht MMA-vechter die er ooit geweest is. Vóór zijn tijd bij PRIDE vocht Jemeljanenko bij Rings, waar hij één keer werd verslagen door een technische knock-out. Tsuyoshi Kohsaka veroorzaakte een snee door middel van een elleboog die tegen de regels was. Doordat de partij werd gevochten in toernooivorm kon er geen NC (no contest) worden uitgesproken, maar moest er een winnaar worden aangewezen om in de volgende ronde te vechten. Om deze reden werd Jemeljanenko tot 2010 door velen als ongeslagen beschouwd.

### Pride
De organisatie waarin Jemeljanenko zijn roem verwierf was het Japanse Pride FC. Van de vijftien gevechten binnen deze organisatie eindigde er één onbeslist vanwege een onintentionele kopstoot. In de andere gevechten wist hij al zijn tegenstanders te domineren, waaronder Mirko Filipović, Antônio Rodrigo Nogueira (2x), Semmy Schilt en Mark Coleman (2x). Hij won de PRIDE World Grand Prix in 2004 en was kampioen in het zwaargewicht in 2003 (waarna hij korte tijd afstand deed van de titel) en van 2004 tot aan het einde van Pride.

### Affliction
Nadat Pride was opgedoekt versloeg Jemeljanenko zowel voormalig Olympisch worstelaar Matt Lindland als Choi Hong-man. Hierna tekende hij een contract bij de nieuwe organisatie Affliction. Zijn eerste gevecht was tegen voormalig UFC-kampioen Tim Sylvia, die compleet gedomineerd werd en moest afkloppen door een verwurging in de eerste ronde. Jemeljanenko won hiermee de WAMMA-zwaargewichttitel. Deze titel verdedigde hij in het tweede Affliction-evenement op 24 januari 2009 tegen eveneens voormalig UFC-kampioen Andrei Arlovski. Ook deze viel snel ten prooi aan Jemeljanenko, dit keer via een knock-out in de eerste ronde. Hiermee behield hij zijn WAMMA-titel.
Zijn volgende tegenstander zou Josh Barnett worden. Barnett werd echter betrapt op het gebruik van doping en het gevecht ging niet door. Uiteindelijk is het gehele derde evenement geschrapt en de organisatie hield op te bestaan.

### Strikeforce
Jemeljanenko maakte zijn Strikeforce-debuut tegen de tot dan toe ongeslagen Brett Rogers. Ook hier stond de WAMMA-zwaargewichttitel op het spel. Jemeljanenko versloeg Rogers via een technische knock-out in de tweede ronde.

#### Eerste verlies
Zijn eerste verlies in tien jaar tijd was op 26 juni 2010 tegen de Braziliaan Fabrício Werdum tijdens Strikeforce: Fedor vs. Werdum. In de eerste seconden van ronde 1 wist Jemeljanenko zijn tegenstander neer te slaan, maar tijdens de "ground & pound" wist Werdum hem in een triangle choke met armklem te vangen. Na 1 minuut en 9 seconden dwong hij Jemeljanenko om af te kloppen. Werdum werd de eerste MMA-vechter ooit die Jemeljanenko wist te verslaan.
In het korte interview na de partij, op de vraag hoe hij zich nu voelde, zei Jemeljanenko het volgende:

Ik voel niets. Degene die niet valt, hoeft niet terug op te staan. De mensen hebben een idool van me gemaakt, maar iedereen verliest een keer.
Ik ben ook maar een mens. Als het Gods wil is, zal ik de volgende keer weer winnen.

#### Strikeforce World Heavyweight Grand Prix
Op 12 februari 2011 nam hij deel aan de kwartfinale van het toernooi Strikeforce World Heavyweight Grand Prix. Hij moest het opnemen tegen de Braziliaan Antônio Silva, bijgenaamd Bigfoot. De eerste ronde ging gelijk op, maar in de tweede ronde bracht Silva het gevecht direct naar de grond en daar bleef het de volle vijf minuten. Hij domineerde Jemeljanenko de gehele ronde. Na deze ronde besloot de dokter dat hij niet meer door mocht vechten omdat zijn rechteroog zo gezwollen was dat hij er niet meer mee kon zien. Silva won hiermee het gevecht via een technische knock-out.
In het interview direct na het gevecht kondigde Fjodor aan dat dit waarschijnlijk zijn laatste gevecht in zijn carrière was.

#### Fedor vs. Hendo
Toch ging Jemeljanenko niet met pensioen na het gevecht tegen Silva. De toen 40-jarige Dan Henderson had aan de organisatie verzocht om een gevecht tegen Jemeljanenko. Henderson was op dat moment kampioen in het lichtzwaargewicht bij Strikeforce en was vroeger Pride-kampioen in het middengewicht. Beide vechters stonden erom bekend dat zij nog nooit knock-out waren gegaan. Het gevecht zou plaatsvinden in het zwaargewicht (206 tot 265 pond). Henderson woog vóór het gevecht 207 pond, terwijl Fjodor 223 pond woog. Op 30 juli 2011 vond het evenement Strikeforce: Fedor vs. Henderson plaats. Na drie minuten in het gevecht wist Jemeljanenko zijn tegenstander naar de grond te slaan maar, Henderson wist overeind te komen en sloeg op zijn beurt Jemeljanenko neer. Jemeljanenko ging voor het eerst in zijn carrière even knock-out en de scheidsrechter beëindigde het gevecht.
Na het gevecht maakte Jemeljanenko duidelijk dat hij zelf vond dat het gevecht te vroeg was gestopt. Op de vraag of hij nu wel met pensioen zou gaan, antwoordde hij: "Als het Gods wil is."

### Verdere carrière & stoppen
Ondanks het feit dat hij drie gevechten op rij verloren had, besloot Jemeljanenko dat het nog geen tijd was om te stoppen. Wel was hij inmiddels ontslagen door Strikeforce. Op 20 november nam Jemeljanenko het op tegen Jeff Monson in het main event van M-1 Global Fedor vs. Monson. Jemeljanenko won door middel van een unanieme beslissing. Een maand later sloeg Jemeljanenko Satoshi Ishii na 2.29 minuten in de eerste ronde knock-out.  Daarop volgde in juni 2012 een gevecht tegen Pedro Rizzo, die hij ook in de eerste ronde knock-out sloeg. Na de wedstrijd verklaarde Jemeljanenko dat dit zijn laatste was geweest.

### Terugkeer (2015-2023)
Jemeljanenko kondigde in juli 2015 aan dat hij terugkeerde in de MMA. Hij bevestigde dit in september door op een evenement van Bellator MMA bekend te maken dat hij op 31 december 2015 voor het eerst in 3,5 jaar zou vechten. Zijn tegenstander was nog niet bekend. Hiervoor tekende later de Indiaas-Japanse kickbokser Singh Jaideep. Het gevecht vond plaats onder de paraplu van de Japanse Rizin Fighting Federation, een organisatie van voormalig Pride-baas Nobuyuki Sakakibara. Jemeljanenko won het gevecht doordat de scheidsrechter Singh na 3.02 minuten in de eerste ronde technisch knock-out verklaarde. Singh lag op de grond en verdedigde zich niet meer afdoende tegen Jemeljanenkos klappen. Jemeljanenko won op 17 juni 2016 ook zijn tweede partij na zijn terugkeer, van Fábio Maldonado. Ditmaal was een verdeelde jurybeslissing in zijn voordeel. Maldonado vond alleen dat hij op zijn minst een gelijkspel verdiende en ging in beroep tegen de uitslag bij de Russische MMA Unie, de organisator van de partij (waarvan Jemeljanenko op dat moment voorzitter was). Die weigerde het beroep in behandeling te nemen. Maldonado probeerde het daarna opnieuw bij de World MMA Association (WMMA). Die oordeelde dat de Russische MMA Unie het beroep niet had mogen afwijzen en dat er geen sprake was geweest van drie onafhankelijke juryleden, omdat juryvoorzitter Radmir Gabdullin een werkrelatie had met Jemeljanenko. De WMMA wilde de uitslag van de partij daarom officieel wijzigen in een gelijkspel. De Russische MMA Unie weigerde dit.
Jemeljanenko kwam in juni 2017 voor het eerst in actie sinds zijn partij tegen Maldonado, onder de vlag van Bellator MMA. Hij verloor na ruim een minuut in de eerste ronde door middel van TKO van Matt Mitrione. Nadat beide vechters elkaar in het gezicht raakten, gingen ze allebei neer. Mitrione herstelde het snelst, dook op Jemeljanenko en sloeg hem tot de scheidsrechter het gevecht beëindigde. Hij trad op 28 april 2018 opnieuw aan bij Bellator in de eerste ronde van het zogeheten Bellator Heavyweight Tournament om de vacante Bellator-titel in het zwaargewicht. Jemeljanenko had die dag 48 seconden nodig om Frank Mir te verslaan door middel van een technische knock-out. Hij won op 13 oktober 2018 ook de halve finale van het Bellator Heavyweight Tournament, van Chael Sonnen (TKO). De arbitrage stopte het gevecht vlak voor het einde van de eerste ronde. Jemeljanenko werd in de finale van het toernooi na 35 seconden technisch knock-out geslagen door Ryan Bader, die hem met links tegen de grond sloeg en daarna op hem dook voor de beslissende klappen.
Jemeljanenko vervolgde in december 2019 zijn dienstverband bij Bellator. Hij sloeg toen binnen drie minuten Quinton Jackson TKO. Hij kwam vervolgens bijna twee jaar niet in actie, voor hij in oktober 2022 ook Timothy Johnson binnen een ronde knock-out sloeg. Jemeljanenko wilde zijn carrière beëindigen met een rematch tegen Bader om de Bellator-wereldtitel zwaargewicht. Aan dit verzoek werd gehoor gegeven. Bader en hij troffen elkaar op 4 februari 2023. De Amerikaan won opnieuw middels TKO in de eerste ronde.